# Croix de Créteuil de Chaudenay
La croix de Créteuil de Chaudenay est une croix de chemin située sur le territoire de la commune de Chaudenay dans le département français de Saône-et-Loire et la région Bourgogne-Franche-Comté.

## Historique
Elle fait l'objet d'une inscription au titre des monuments historiques depuis le 29 juin 1927.